# Anthurium huallagense
Anthurium huallagense är en kallaväxtart som beskrevs av Adolf Engler. Anthurium huallagense ingår i släktet Anthurium och familjen kallaväxter. Inga underarter finns listade.